# 软骨素
软骨素（英語：Chondroitin）是一种软骨胶的衍生物。 有以下两类：
- 硫酸软骨素（英語：Chondroitin sulfate）
- 硫酸皮肤素（英语：Dermatan sulfate）